# منتخب نيوزيلندا لكرة اليد للناشئين
منتخب نيوزيلندا لكرة اليد للناشئين (بالإنجليزية: New Zealand national junior handball team)‏ هو ممثل نيوزيلندا الرسمي في المنافسات الدولية في كرة اليد للناشئين
.